# Від двору до двору
«Від двору до двору» — радянський художній фільм-драма 1960 року, знятий режисерами Отаром Абесадзе і Мерабом Кокочашвілі на кіностудії «Грузія-фільм».

## Сюжет
Сім'я Соломона, зубожілого дворянина, тягне жалюгідне існування. Зі своїм старим мулом, день у день, ходить він від двору до двору у пошуках шматка хліба. Єдиною надією Соломона є розпочате ним сватання дочки збіднілого дворянина Віссаріона Сакарадзе та сина багатого селянина Кайхосро. За це він сподівається отримати гроші. Без грошей він не може повернутися додому, де на нього чекають кредитори та збирачі податків. Ця жалюгідна сума стає питанням існування для сім'ї Соломона. Однак справа ускладнюється — Кайхосро вимагає від Віссаріона таке придане, яке ніяк не зібрати збіднілому дворянину. Соломон і Віссаріон обраховують селянина. Лише с трудом вдається заспокоїти Кайхосро. Але Соломон не отримав не гроша. Повертаючись додому, він повертає з дороги і їде звивистою стежкою, яка веде в нікуди.

## У ролях
- Грігол Талаквадзе — Соломон
- Капітон Абесадзе — Віссаріон
- Іамзе Гватуа — епізод
- Бадрі Кобахідзе — Платон
- Тенгіз Мдівані — Ніко
- Карло Саканделідзе — епізод
- Сесилія Такаїшвілі — Епросіне
- Коте Толорая — епізод
- Читолія Чхеїдзе — Пелагея
- Григорій Ткабладзе — Кайхосро

## Знімальна група
- Режисери — Отар Абесадзе, Мераб Кокочашвілі
- Сценарист — Реваз Табукашвілі
- Оператор — Арчіл Піліпашвілі
- Композитор — Арчіл Кереселідзе
- Художник — Тетяна Кримковська